# ビクトル古賀
ビクトル 古賀（ビクトル こが、日本名：古賀 正一（こが まさかず）、1935年 - 2018年11月3日）は、日本の格闘家。日本人と白系ロシア人のハーフで、日本にロシアの国技であるサンボを広めた功労者である。

## 来歴
1935年、満洲国ハイラルで日本人の父と白系ロシア人の母との間に生まれる。母方の祖父はロシア皇帝ニコライ2世の近衛兵を務めたコサック騎兵隊のアタマン(頭目)だった人物で、父は筑後柳河藩主立花家の流れを汲む士族の家の次男であり、ビクトルはコサックとサムライの血を引く日本人である。
ビクトルは終戦後の1946年12月、11歳の時ひとりで満州から父の故郷である福岡県柳川市に帰国した。その後東京の親戚の家に預けられ、東京都立一橋高等学校から日本大学医学進学課程へ進学してレスリング部に入部した。学生時代はアマチュアレスラーとして活躍し海外遠征を幾度も経験した。大学卒業後自らレスリングの実業団チームを創設し、国民体育大会や全日本社会人レスリング選手権大会で好成績を上げると同時に横須賀の渡辺道場で柔道にも本格的に取り組んだ。
1965年、日本レスリング協会の生みの親である八田一朗が日本サンボ連盟を結成した。ビクトルを単身当時のソビエト連邦へと送り出す。日本人初のサンビストとなったビクトルはサンボの習得と普及のため世界中を駆け巡り、公式戦41勝無敗、全て1本勝ちという偉業を成し遂げる。その功績により1975年、西側諸国の人間としては初となるソ連邦功労スポーツマスター、ソ連邦スポーツ英雄功労賞を受賞した。サンボの神様、無敵の王者としてその名は旧ソ連邦のみならず東欧圏にまで響き渡った。モスクワのスポーツアカデミーにはビクトルのロシア名、ビクトル・ニキートヴィチ・ラーバルジンの偉業を称えるレリーフが飾られていて「史上最も美しいサンボの英雄」との賛辞が添えられている。
2018年11月3日、死去した。83歳没。

## 格闘技術・格闘技論
- 量より質を重視し、闇雲に練習時間を増やしたところで格闘家としては大成しないと考えており「僕だったら人の二倍は絶対にしない。僕は人の半分だ」と主張しており、頭を使い工夫して練習することを推奨している[3]。
- 関節技の練習でタップをすることは、ケガをして練習を休まずに済むので勇気を出して行うべきだと主張している[3]。
- 自分に足りないところを互いに補うため、出稽古を積極的に行うべきだと考えている[3]。
- 相手が屈服するような勝ち方ではなく、なぜ負けたのかを気付かせないような勝ち方が一番良いと言っており、もう一度やったら絶対負けないと相手に思わせることが重要だという[3]。
- 走るのが面倒なのであまり好きではなく、練習では電車の揺れを活かしたトレーニングを行ったり、駅の階段を往復しながら歩いている人を足払いするイメージをしたりしていた。駅の階段をトレーニングに利用する際には女の子がたくさん歩いている方を歩いて自身の発奮を促すなどしていた[3]。
- 試合で技をかける前には相手に技をかけることを察知されないように相手のことを考えない。試合会場に着いたら好みの女の子を捜し、試合中は相手のことを考えず、事前に捜した好みの女の子が会場に見えたらその瞬間に技をかけるなどしている[3]。
- 相手に触った瞬間組技が始まるその技術は、遊牧生活で羊や馬を制する技術の応用であった。平直行はその組技の秘訣を教わり、小さい子供をいつ持ち上がったか分からないように抱っこして、子供が楽しくなるように優しく転がすという独自の練習を行い、格闘技に必要な独特の感覚を養った[3]。

## 平直行との関係
- 平直行とはシューティング合宿の際に会っている。格闘技雑誌の対談で再会した際には平に大山倍達のサインが入った極真会館の第1回世界大会を特集した本と旧ソ連の帽子をプレゼントした。2006年の平の自伝では、平は手を触れずにずっと大切に保存しているとのこと[3]。
- 平曰く、教えることや家の近くから出掛けることが好きでないらしく、平は古賀と会うために千葉から浦賀まで往復5時間かけて自ら出向いたという。シューティング時代の平とは会うたびに行きつけの店で2時間ほど酒を飲み、元ボクサーの漁師がその日に漁獲したナマコなど地元の魚介類を振る舞った[3]。古賀はまたその店で平に当時の高級店でも飲めなかったであろうロシアのウォッカも馳走した[3]。

## 著書
- 『サンボ入門』サンボアカデミー、1977年
- 『裸のロシア人 スポーツ選手の体験的ソ連社会』原書房、1980年
- 『秘密の自己防衛術』青春出版社、1982年
- 『これがサンボだ！』ベースボールマガジン社、1998年（監修）